# ハーディン郡 (テネシー州)
ハーディン郡（英: Hardin County）は、アメリカ合衆国テネシー州の南西部に位置する郡である。2010年国勢調査での人口は26,026人であり、2000年の25,578人から1.8%増加した。郡庁所在地はサバンナ市（人口6,982人）であり、同郡で人口最大の都市でもある。ハーディン郡は1819年11月に設立され、郡名はアメリカ独立戦争の軍人であり、ノースカロライナ植民地、フランクリン国、南西部領土のそれぞれ議会議員を務めたジョセフ・ハーディン大佐に因んで名付けられた。南北戦争の時は、激戦となったシャイローの戦い（別名ピッツバーグランディングの戦い）が郡内で起きた。
ハーディン郡は南西部テネシーにある。郡の一部はテネシー川より東にあるが、西テネシーの「グランド・ディビジョン」にあると見なされている。テネシー川によってほぼ均等に東西に二分されている。テネシー川は南部の中央から郡内に入り、北東隅近くを抜けて北に流れている。南北方向の長さは約30マイル (48 km)、東西方向の最大幅は約21マイル (34 km) である。

## 歴史

### ハーディン遠征隊
1816年晩春、ノックスビルを発った2つの隊（総計で26人）が後にサバンナとなる地域に向かった。第1の隊はテネシー川を船で移動し、5月にセロゴードの「テネシー川の東向き曲がり角」で上陸した。第2の隊は陸路を進み、数日遅れで第1の隊と邂逅した。第2の隊が到着すると、現在のサバンナに近いジョンソン・クリークで集合した。7月となり、開拓者達はこの地域で最初の非インディアンによる恒久的開拓地設立に取りかかった。
第2の隊を率いていたのがジョセフ・ハーディン大佐の息子で同名のジョセフ・ハーディンであり、父のジョセフはその死の前に、アメリカ独立戦争への従軍に対する報償としてこの地域に幾つかの特許土地を得ていた。息子のジョセフは弟のジェイムズも連れてきていた。ジェイムズが初代の郡庁所在地となるハーディンビルの町を造った。その開拓地は1817年に近くのハーディンズ・クリーク沿いに造られ、後にオールドタウンと改名された。この兄弟は地域での特許土地の権利を実行した。彼等は父と共に戦争に従軍し、自分達の報償としても土地を得ており、父がまだ登記していなかった土地も継承した。
この遠征に加わった他の開拓者はさらに下流に下って、1817年にソルティロの町を設立した。

### 郡の設立
1819年11月に設立されたハーディン郡は、その領域が東隣のウェイン郡から西のミシシッピ川まで広がっていた。しかしその11日後にはシェルビー郡など他の郡が設立され、領域は現在の大きさまで小さくなった。郡名はアメリカ独立戦争の軍人であり、ノースカロライナ植民地の議会議員、フランクリン国の議会議長、南西部領土の議会議員を務めたジョセフ・ハーディン大佐に因んで名付けられた。

### シャイローの戦い
南北戦争中の1862年、郡内でシャイローの戦い（別名ピッツバーグランディングの戦い）が起きた。戦場はサバンナ市の数マイル南にあり、ミシシッピ州ティショミンゴ郡にも広がっている。

## 地理
アメリカ合衆国国勢調査局に拠れば、郡域全面積は596平方マイル (1,543.6 km2)であり、このうち陸地578平方マイル (1,497.0 km2)、水域は18平方マイル (46.6 km2)で水域率は3.09%である。

### 公園とレクリエーション
- シャイロー国立軍事公園
- ピクウィックランディング州立公園
- ロスクリークランディング州立公園

### 隣接する郡
- ディケーター郡 - 北
- ウェイン郡 - 東
- ローダーデール郡 (アラバマ州) - 南東
- ティショミンゴ郡 (ミシシッピ州) - 南
- マクネアリー郡 - 西
- チェスター郡 - 北西
- ヘンダーソン郡 - 北北西

## 人口動態

人口ピラミッド

以下は2000年の国勢調査による人口統計データである。
| 基礎データ - 人口: 25,578人 - 世帯数: 10,426 世帯 - 家族数: 7,444 家族 - 人口密度: 17人/km2（44人/mi2） - 住居数: 12,807軒 - 住居密度: 9軒/km2（22軒/mi2） 人種別人口構成 - 白人: 94.91% - アフリカン・アメリカン: 3.69% - ネイティブ・アメリカン: 0.20% - アジア人: 0.16% - 太平洋諸島系: 0.02% - その他の人種: 0.30% - 混血: 0.72% - ヒスパニック・ラテン系: 1.02% 先祖による構成 - アメリカ人：45.1% - イギリス系：9.7% - ドイツ系：9.5% | 年齢別人口構成 - 18歳未満: 23.1% - 18-24歳: 7.9% - 25-44歳: 26.6% - 45-64歳: 26.4% - 65歳以上: 16.1% - 年齢の中央値: 40歳 - 性比（女性100人あたり男性の人口） - 総人口: 96.7 - 18歳以上: 92.2 世帯と家族（対世帯数） - 18歳未満の子供がいる: 29.7% - 結婚・同居している夫婦: 57.3% - 未婚・離婚・死別女性が世帯主: 10.1% - 非家族世帯: 28.6% - 単身世帯: 25.5% - 65歳以上の老人1人暮らし: 11.8% - 平均構成人数 - 世帯: 2.41人 - 家族: 2.87人 | 収入と家計 - 収入の中央値 - 世帯: 27,819米ドル - 家族: 34,157米ドル - 性別 - 男性: 28,357米ドル - 女性: 18,806米ドル - 人口1人あたり収入: 15,598米ドル - 貧困線以下 - 対人口: 18.8% - 対家族数: 14.6% - 18歳未満: 25.8% - 65歳以上: 17.8% |

## 都市と町
- クランプ
- サバンナ - 郡庁所在地

### 町
- ミレッジビル
- ソルティロ
- アダムズビル（部分）

## 教育
郡内には幾つかの町や市に小学校があり、また1つの中学校がある。郡唯一の高校はハーディン郡高校である。サバンナ市にあるサバンナ・ハーディン郡センターはジャクソン州立コミュニティカレッジの支所であり、1998年から一般教養の準学士号を出している。メンフィス大学がこのセンターで授業を行ったこともあったが、2009年の夏から秋には予定が入っていない。またクランプにはテネシー技術センター・クランプ支所もある。

## 消防と医療
ハーディン郡はサバンナ市のハーディン郡医療センターでレベル4のトラウマセンターを維持している。サバンナ市と周辺郡への救急医療は、この病院を本拠地にする24時間週7日体制の救急サービスによって行われている。サバンナ市の消防は2か所の駐屯署と5台の消防車のある24時間体制の消防署が担当している。ハーディン郡は、15の消防地区と約60台の消防車を使い、消防署員と消防団の組み合わせで対応している。救急防災班もある。ジャクソン市やメンフィス市以外では最低クラスのISO安全評価となっており、資産に対する保険金率が著しく低くなっている。